# Hywel Teifi Edwards
Hywel Teifi Edwards ( Llanddewi, 15 oktober 1934 - 4 januari 2010) was een Welsh historicus en schrijver in het Welsh.
Afkomstig van Llanddewi in Ceredigion, volgde hij les aan de Aberystwyth-universiteit. Hij gaf les Welsh in Garw en werd vervolgens docent Welshe literatuur aan de universiteit van Swansea.
Hij kandideerde tweemaal voor Plaid Cymru als parlementslid.

## Werken
- Yr Eisteddfod 1176–1976, Gomer Press (1976)
- Gŵyl Gwalia: Yr Eisteddfod yn Oes Aur Victoria 1858–1868, Gomer Press (1980)
- Codi'r hen wlad yn ei hol, 1850–1914, Gomer Press (1989)
- Eisteddfod Ffair y Byd, Chicago, 1893, Gomer Press (1990)
- Arwr glew erwau'r glo, 1850–1950, Gomer Press (1994)
- O'r pentre gwyn i Gwmderi, Gomer Press (2004)
- Hanes Eglwys Bryn Seion, Llangennech (2007)
- The National Pageant of Wales, Gomer Press (2009)